# Andreas Wellinger
Andreas Wellinger (Ruhpolding, 28. kolovoza 1995.), njemački je skijaški skakač, olimpijski i svjetski prvak.

## Životopis
Rođen je u Ruhpoldingu. Otac Hermann Wellinger bio je skijaški skakač s ostvarenim nastupima u Svjetskom kupu, a majka Claudia rođ. Hummel skijaška trkačica. Pohađao je skijaški internat. Ima dvije starije sestre.

## Karijera
Prvonastup u Svjetskom kupu ostvario je 2012. u Lillehammeru. Iako je vodio nakon prvog dijela, na kraju je završio na 5.  mjestu. Iste sezone ostvario je prvu momčadsku pobjedu u finskom Kussamiju te dva postolja u pojedinačnoj konkurenciji (Soči i Engleberg). 
U ljeto 2013. osvojio je FIS-ov ljetni Grand Prix pobijedivši iskusnog Jerneja Damjana, nagovijestivši time uspješnu sezonu. Već na prvom natjecanju u Klingenthalu bio je drugi, a na istom postolju stajalo je i u Englebergu. Na svom drugom nastupu na Turneji četiri skakaonice bio je 10., za jedno mjesto slabiji nego u debitantskoj sezoni. U siječnju 2014. u poljskoj Wisłi ostvario je svoju prvu pobjedu u Svjetskom kupu.
Na Zimskim olimpijskim igrama u Sočiju 2014. bio je 6. u pojedinačnoj te osvojio zlatno odličje u momčadskoj konkurenciji. I sljedeću sezonu otvorio je postoljem, trećim mjestom u Klingenthalu. Ipak, zbog teške povrede ključne kosti u Finskoj propustio je ostatak sezone. U siječnju 2016. osvojio je srebrno odličje na Svjetskom prvenstvu u skijaškom letenju u momčadskom natjecanju. 
Godinu dana kasnije, krajem siječnja 2017., nakon pune tri godine, ostvario je drugu pojedinačnu pobjedu u karijeri, na domaćoj skakaonici u Wellingenu. Dva mjeseca kasnije, na Svjetskom prvenstvu u skijaškim skokvima u finskom Lahtiju osvojio je dvije srebrne pojedinačnim i jednu zlatnu medalju u mješovitom ↓1 skakačkom natjecanju. U istoj je sezoni bio sveukupno drugi na Turneji četiri skakaonice, što mu je na kraju priskrbilo 4. mjesto u ukupnom poretku.

## Nagrade
Za osvajanje zlatnog olimpijskog odličja u Sočiju 2014., zajedno s ostalim članovima momčadi Andreasom Wankom, Marinusom Krausom i Severinom Freundom, njemački predsjednik Joachim Gauck odlikovao ih je Srebrnim lovorovim listom, najvišim njemačkim športskim oblikovanjem.